# Velika loža Makedonije
Velika loža Makedonije (mak. Голема ложа на Македонија), skraćeno GLM, je regularna slobodnozidarska velika loža u Sjevernoj Makedoniji. Osnovana je 2005. godine uz pomoć Ujedinjene velike lože Engleske (UGLE).

## Povijest
Nakon stjecanja neovisnosti 1991. godine koje je uslijedilo raspadom komunističke Jugoslavije postupno se oživljava slobodno zidarstvo u Sjevernoj Makedoniji. Ujedinjena velika loža Engleske je 1998. godine primila 23 makedonska člana u dvanaest svojih loža s ciljem osnivanja lože u Makedoniji. Ubrzo nakon toga, prva loža, "Skoplje" br. 9721, osnovana je u Skoplju 2. listopada 2000. godine pod pokroviteljstvom engleske velike lože. Do ljeta 2003. godine osnovane su još dvije lože, "Jedinstvo" i "Bijele zore", čime su se ispunili uvjeti za osnivanje prve suverene makedonske velike lože. Tri skopske lože pod zaštitom Ujedinjene velike lože Engleske su 30. rujna 2005. godine uspostavile Veliku ložu Makedonije. Svečanim radom "unosa svjetla" je rukovodio pro-veliki majstor Ujedinjene velike lože Engleske Spencer Compton, markiz od Northamptona.
Prva loža osnovana od suverene Velike lože Makedonije, "Jutarnja zvijezda", osnovana je 5. veljače 2007. godine. Nakon toga osnivaju se još tri lože: "Svjetlo" (2015.), "Pelagonija" (2017.) i "Vardar" (2022.). Istraživačka Loža "Quatuor Coronati" osnovana je 6. travnja 2019. godine u Skoplju. Velika loža je 2022. godine donirala Kliničku bolnicu "Dr. Trifun Panovski" u Bitoli.

## Ustroj
Sjedište Velike lože Makedonije je u Skoplju. Upisana je kao udruga u makedonski središnji registar pod nazivom Udruga slobodnih i priznatih zidara "Velika loža Makedonije" Skoplje (make. Здружение на слободните и признати ѕидари Голема Ложа На Македонија Скопје) od 15. listopada 1996. godine.

### Lože
U kolovozu 2024. godine pod zaštitom ove velike lože radi osam loža, od kojih najmanje četiri rade u Skoplju, i to:
- Loža "Skoplje" (Ложа "Скопје") br. 1, Skoplje – nosi naziv po Skoplju, glavnom gradu Sjeverne Makedonije, i radi na engleskom jeziku, a osnovana je 2000. godine kao Skopje Lodge No 9721 pod zaštitom Ujedinjene velike lože Engleske.[10]
- Loža "Jedinstvo" (Ложа "Единство") br. 2, Skoplje – osnovana je 2002. godine kao Unity Lodge No 9749 pod zaštitom Ujedinjene velike lože Engleske.[11]
- Loža "Bijele zore" (Ложа "Бели Мугри") br. 3, Skoplje – nosi naziv po istoimenoj zbirci pjesama makedonskog pjesnika Koče Racina, a osnovana je 2003. godine kao White Dawns Lodge No 9765 pod zaštitom Ujedinjene velike lože Engleske.[12]
- Loža "Jutarnja zvijezda" (Ложа "Утринска Ѕвезда") br. 4[a] – nosi naziv po pučkom nazivu i antroponimu za planet Veneru prisutnom u slavenskoj mitologiji.
- Loža "Svjetlost" (Ложа "Светлина") br. 5[a] – nosi naziv svjetlosti.
- Loža "Pelagonija" (Ложа "Пелагонија") br. 6[a] – nosi naziv po Pelagoniji, jednaoj od regija antičke Europe koja je vremenom postala dio Makedonskog kraljevstva.
- Loža "Quatuor Coronati" br. 7, Skoplje – ova istraživačka loža nosi naziv po najstarijoj istraživačkoj Loži "Quatuor Coronati" br. 2076, osnovanoj 1886. godine pod zaštitom Ujedinjene velike lože Engleske.
- Loža "Vardar" (Ложа "Вардар") br. 8[a] – nosi naziv po Vardaru, najvećoj rijeci Sjeverne Makedonije i jednoj od većih na Balkanskom poluotokuu.

### Uprava
Velikom ložom Makedonije upravlja veliki majstor (make. голем мајстор) koji se bira na trogodišnje razdoblje. Dosadašnji veliki majstori su:
1. Vladimir Sukarov (2005 – ?)[13]
2. Živko Gruevski (? – 2014.)
3. Jovica Ugrinovski (2014. – 2017.)[14]
4. Slave Naumovski (2017. – 2020.)
5. Marjan Bojadžiev (2020. – 2023.)[15]

Trifun Kostovski je počasni veliki majstor.

### Međunarodna suradnja
Velika loža Makedonije sudjeluje u radu Svjetske konferencije regularnih masonskih velikih loža. Također, potpisala je povelje o prijateljstvu i međusobnom priznavanju s preko 100 regularnih velikih loža.

### Obred
Primarni obred Velike lože Makedonije je Emulacijski obred. Velika loža upravlja simboličkim stupnjevima plave lože (učenik, pomoćnik i majstor) i delegira upravljanje visokim stupnjevima na dodatna tijela i redove.

## Pridružena tijela i redovi
Upravljanje visokim stupnjevima Velika loža Makedonije provodi kroz pridružena tijela i redove od kojih svaki predstavlja jedan obred a na temelju potpisanih konkordata.
- Metropolitanski veliki kapitel kraljevskog luka Londona (Капитол на Кралскиот свод од Лондон) – nadležan za rad Svetog kraljevskog luka u Sjevernoj Makedoniji.[9]

Kapitel kraljevskog luka uspostavljen je 12. studenoga 2012. godine.